# Oreocereus
Oreocereus  este un gen de cactus aparținând familiei Cactaceae, cresc doar în zona Munților Anzi. Numele provine din limba greacă și înseamna "cactus de munte".

## Specii
- Oreocereus celsianus
- Oreocereus doelzianus
- Oreocereus leucotrichus
- Oreocereus ritteri
- Oreocereus variicolor

etc.

## Sinonime
- Arequipa Britton & Rose
- Arequipiopsis Kreuz. & Buining
- Morawetzia Backeb.
- Submatucana Backeb.